# Кузнецов, Александр Африканович
Александр Африканович Кузнецов (1875 — не раньше 1918) — купец, депутат Государственной думы II созыва от Симбирской губернии

## Биография
Происходил из купеческого сословия. Отец нижегородский миллионер Африкан Африканович Кузнецов. Выпускник Нижегородского реального училища. Учился на философском отделении Цюрихского университета. В 1895 года после приезда в Россию был арестован за пропаганду социал-демократического учения. Провёл 18 месяцев в одиночной камере, после чего был я сослан на 4 года в Уфимскую губернию. После ссылки занимался торговлей в Симбирске. Сотрудничал с газетой «Симбирские вести». В момент выборов оставался беспартийным.
6 февраля 1907 года избран в Государственную думу II созыва от общего состава выборщиков Симбирского губернского избирательного собрания. Вошёл в состав Социал-демократической фракции, был близок к её меньшевистскому крылу. Состоял членом думской Продовольственной комиссии. В феврале и марте 1907 года снова был подвергнут административным преследованиям как автор статей антиправительственного содержания.
22 апреля 1908 года судебной палатой Второй Государственной Думы депутат А. А. Кузнецов, на основании статей 103 и 129, был приговорён к двум годам крепости за оскорбление Величества, за агитацию среди населения и стражников перед отъездом в Думу и за помещение в «Симбирских вестях» противоправительственных статей.
Сообщается, что в 1918 году якобы являлся одним из членов Комитета Учредительного собрания, однако членами данного комитета могли быть только члены разогнанного Учредительного собрания, в списках членов которого А. А. Кузнецов не значится.
Дальнейшая судьба и дата смерти неизвестны.

## Семья
- Сестра была замужем за Л. Д. Бейтнером, провокатором, следившим за революционерами-эмигрантами, в том числе за В. Л. Бурцевым. Был разоблачён при неудачной вербовке друга[1].

## Адреса
- Симбирск, улица Малая Казанская (ныне Красногвардейская), д. 17. Куплен семьёй купцов Кузнецовых в 1900-х годах. В 1912—1916 гг. в этом доме размещалось «Торговое Товарищество Кузнецовых в г. Симбирске»[4]

## Интересные факты
- В 1908 году в тюремное заключение на два года независимо друг от друга попали два бывших депутата Второй Государственной Думы по фамилии Кузнецов. Александр Африканович Кузнецов за антиправительственные статьи, а Алексей Федотович Кузнецов за пьяную драку[3].

### Архивы
- Российский государственный исторический архив. Фонд 1278. Опись 1 (2-й созыв). Дело 220; Дело 556. Лист 7 оборот